# 牛津道

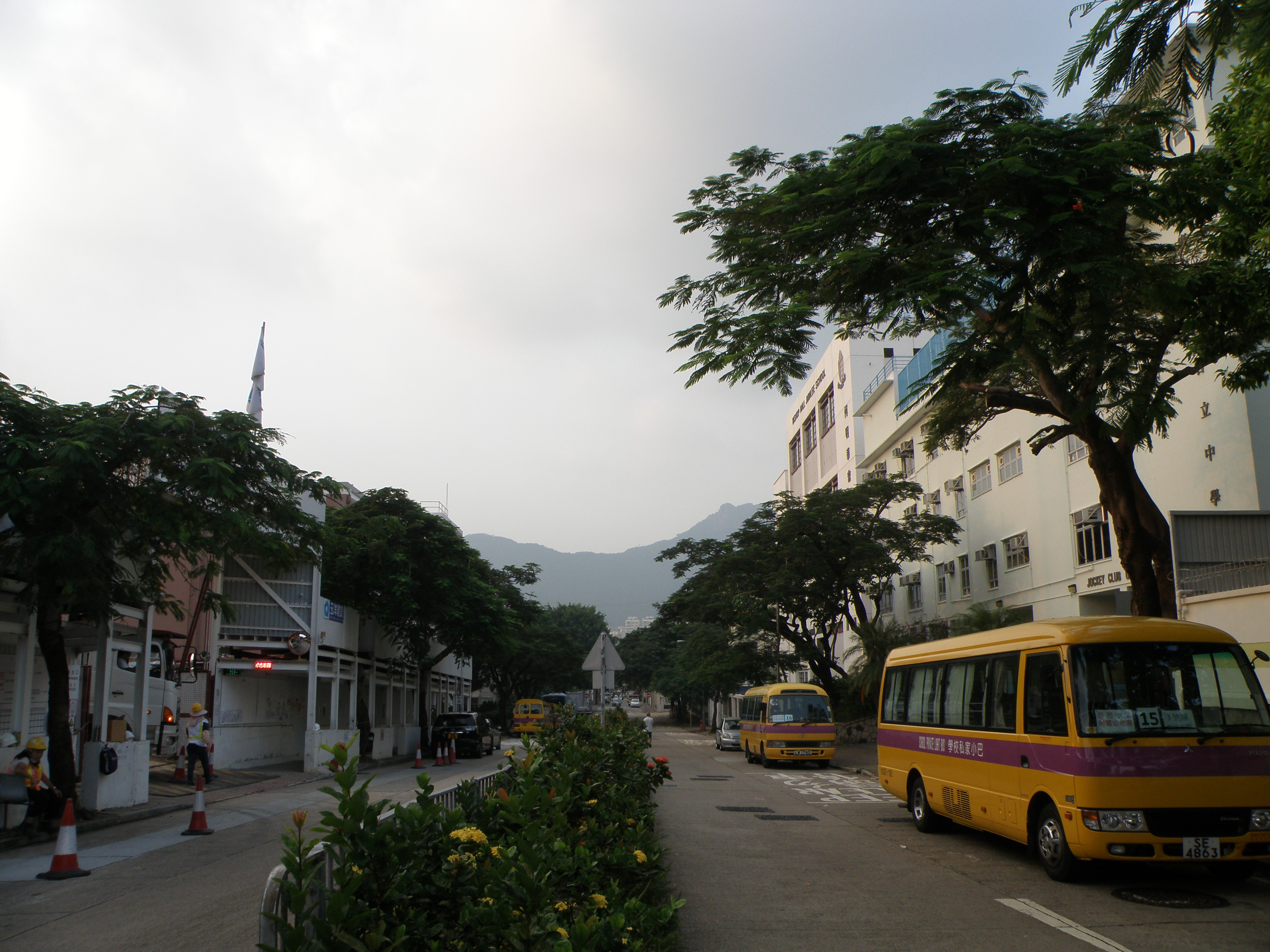
2014年於牛津道南端北望，右方為何明華會督銀禧中學及賽馬會官立中學，左面則為東華三院黃笏南中學重建地盤

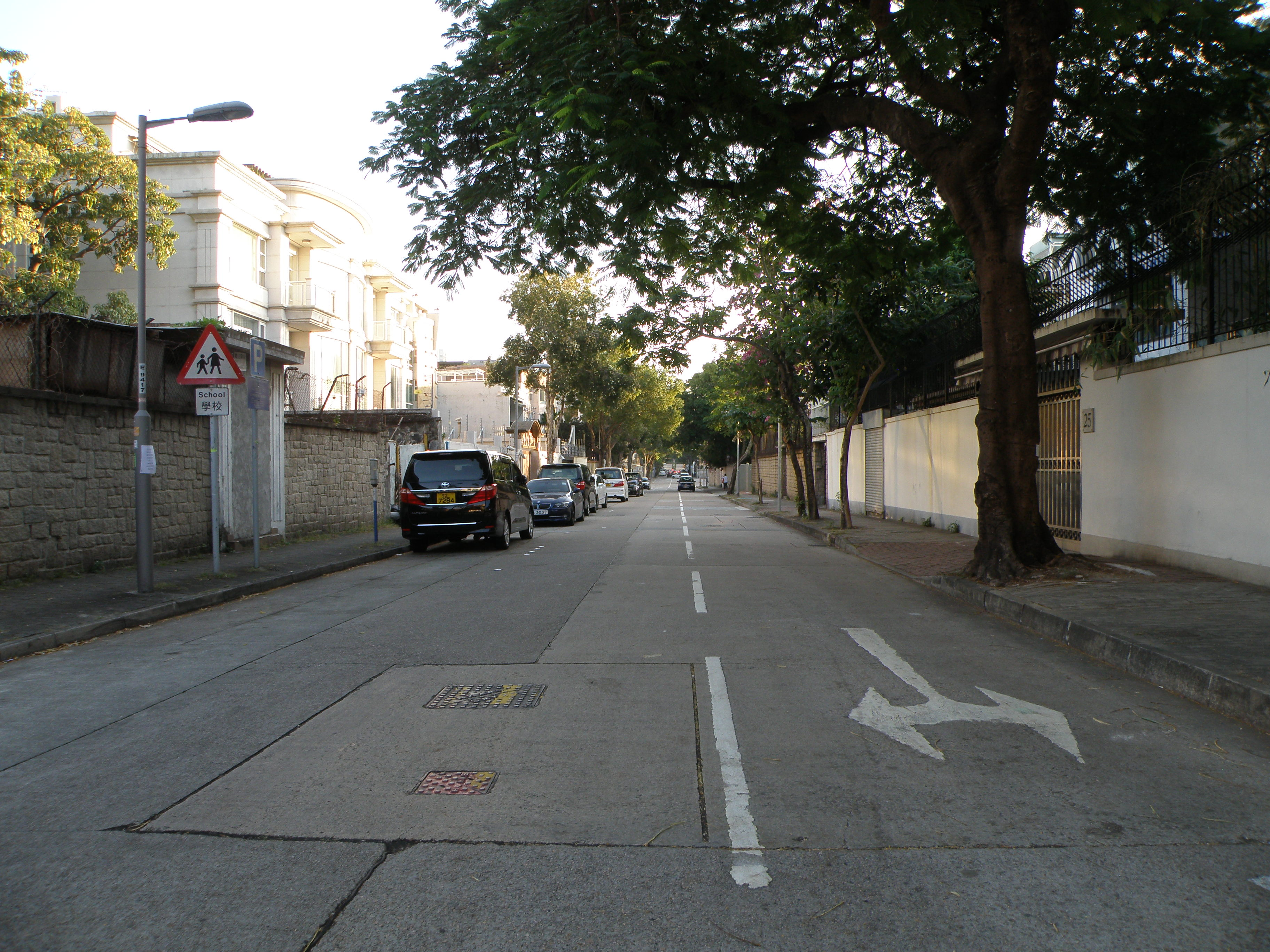
牛津道北端南望

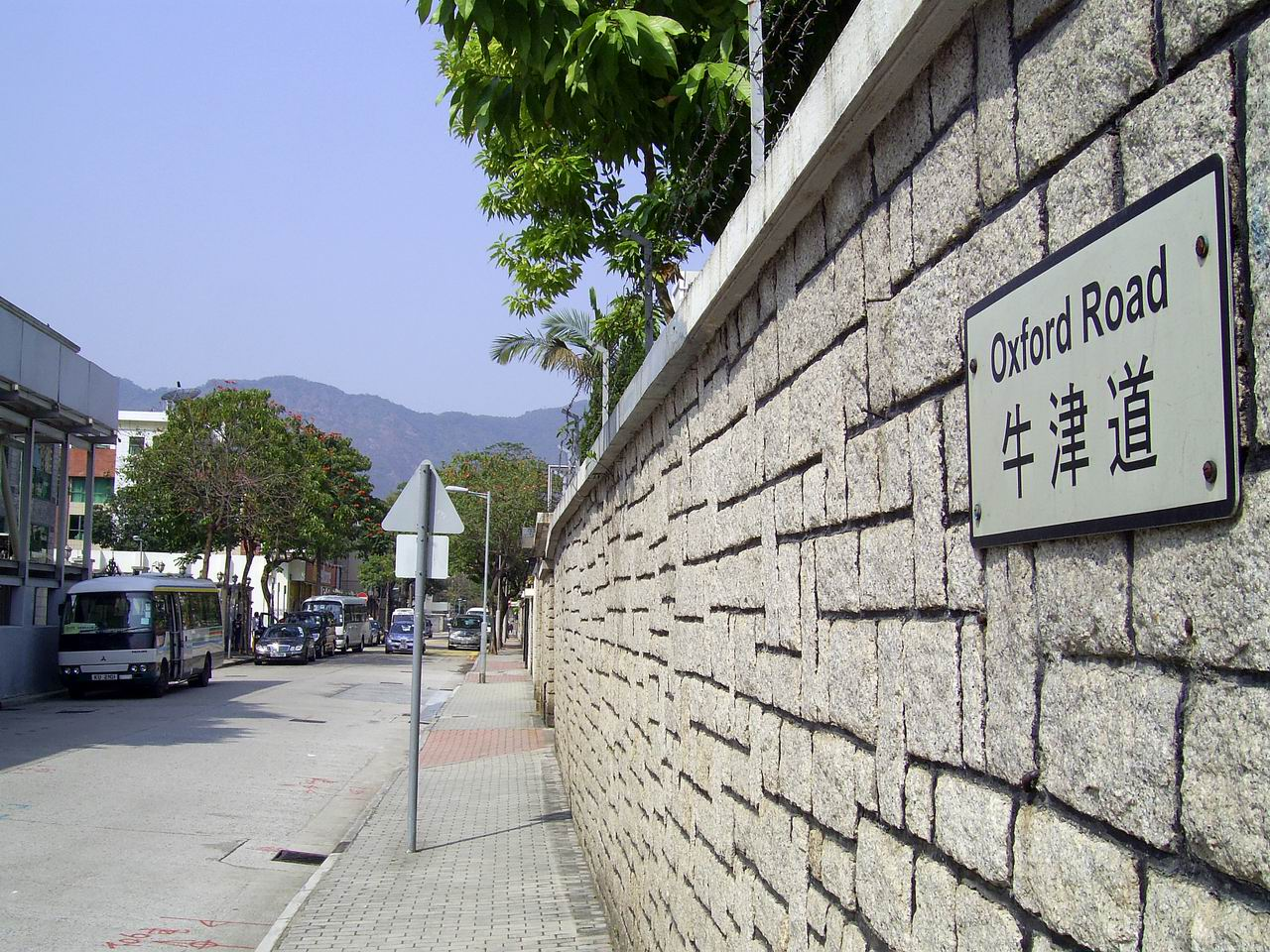
牛津道中段近蘭開夏道，向禧福道方向望

牛津道（英語：Oxford Road）是位於香港九龍九龍仔的一條街道，為一條南北縱向的街道。南段是迴旋處和牛津道遊樂場，連接何東道，北端則與禧福道交界。

## 住宅
牛津道一號屋苑一座單號屋在2012年以1.78億元成交，呎價逾兩萬元，附近豪福軒一個面積逾5,600呎的複式戶，於2010年獲理文集團主席衛少琦及其公子李文恩或有關人士，斥資6,800萬元購入。

## 學校
牛津道校舍林立，共有6間校舍，全都是於1960年代建成的，分別是：
- 何明華會督銀禧中學
- 賽馬會官立中學
- 東華三院黃笏南中學
- 啟思小學（校舍前身為模範英文中學 Moral Training English College）
- 中華基督教會基華小學（九龍塘）（校舍前身為英華書院，英華於1963年由旺角弼街遷此，後於2003年再遷往深水埗英華街）
- 前明愛徐誠斌學院（已於2016年遷往新界調景嶺，並正名為聖方濟各大學，校舍現時暫作展亮技能發展中心）（原址前身為培聖中學，於1992年遷往新界天水圍）